# 濟圖納 (塔里夫區)
36°40′05″N 8°14′05″E / 36.66806°N 8.23472°E
濟圖納（阿拉伯语：‎），是阿爾及利亞的城鎮，位於該國東北部塔里夫省，由塔里夫區負責管轄，面積160平方公里，海拔高度111米，2008年人口9,736，人口密度每平方公里61人。